# Prihodi
Prihodi – wieś w Słowenii, w gminie Jesenice. W 2018 roku liczyła 97 mieszkańców.